# Scottish Premiership 2022-23
La Scottish Premiership 2022-23 es la 10.ª edición de la Scottish Premiership y la 126.ª edición de la máxima categoría del fútbol profesional en Escocia. La temporada comenzó el 30 de julio de 2022 y terminó el 28 de mayo de 2023.
El 7 de mayo de 2023 Celtic defendió con éxito su título, asegurando su noveno título de Premiership y el 53.er título de la liga escocesa en general, luego de una victoria por 2-0 sobre Heart of Midlothian.

## Formato
Los 12 equipos participantes jugaron entre sí todos contra todos tres veces totalizando 33 partidos cada uno. Al término de la fecha 33, los 6 primeros clasificados pasaron al Grupo por el campeonato y los 6 restantes pasaron al Grupo por la permanencia.
En el grupo por el campeonato los 6 equipos jugaron entre sí todos contra todos una vez totalizando 38 partidos cada uno. Al término de la fecha 38, el primer clasificado se coronó campeón y obtuvo un cupo para la fase de grupos de la Liga de Campeones de la UEFA 2023-24, mientras que el segundo lo hizo para la tercera ronda clasificatoria de la misma. Por su parte, el tercero y el cuarto obtuvieron cupos para la Liga Europa Conferencia de la UEFA 2023-24. Además, se otorgó un cupo para la Liga Europa de la UEFA 2023-24, que fue asignado para el campeón de la Copa de Escocia 2022-23.
En el grupo descenso los 6 equipos jugaron entre sí todos contra todos una vez totalizando 38 partidos cada uno. Al término de la fecha 38, el penúltimo clasificado jugó el partido por la permanencia contra el ganador de un campeonato reducido entre los equipos ubicados del segundo al cuarto lugar del Scottish Championship 2022-23 por un lugar en la próxima temporada, y el último clasificado descendió directamente al Scottish Championship 2023-24.

## Equipos participantes

### Relevos
| Pos. | Descendidos de la Scottish Premiership 2021-22 |
| ---- | ---------------------------------------------- |
| 12º  | Dundee                                         |

| Pos. | Ascendidos de la Scottish Championship 2021-22 |
| ---- | ---------------------------------------------- |
| 1º   | Kilmarnock                                     |

### Información de los equipos
| Equipo              | Ciudad     | Estadio            | Capacidad |
| ------------------- | ---------- | ------------------ | --------- |
| Aberdeen            | Aberdeen   | Pittodrie Stadium  | 20 866    |
| Celtic              | Glasgow    | Celtic Park        | 60 411    |
| Dundee United       | Dundee     | Tannadice Park     | 14 223    |
| Heath of Midlothian | Edimburgo  | Tynecastle Park    | 19 852    |
| Hibernian           | Edimburgo  | Easter Road        | 20 421    |
| Kilmarnock          | Kilmarnock | Rugby Park         | 17 889    |
| Livingston          | Livingston | Almondvale Stadium | 9 713     |
| Motherwell          | Motherwell | Fir Park           | 13 677    |
| Rangers             | Glasgow    | Ibrox Stadium      | 50 817    |
| Ross County         | Dingwall   | Victoria Park      | 6 541     |
| St. Johnstone       | Perth      | McDiarmid Park     | 10 696    |
| St. Mirren          | Paisley    | St. Mirren Park    | 7 937     |

## Primera fase

### Clasificación
| Pos. | Equipo              | Pts. | PJ | G  | E | P  | GF  | GC | Dif. | Clasificación 2022-23    |
| ---- | ------------------- | ---- | -- | -- | - | -- | --- | -- | ---- | ------------------------ |
| 1    | Celtic              | 92   | 33 | 30 | 2 | 1  | 103 | 25 | +78  | Grupo por el campeonato  |
| 2    | Rangers             | 79   | 33 | 25 | 4 | 4  | 81  | 34 | +47  | Grupo por el campeonato  |
| 3    | Aberdeen            | 53   | 33 | 17 | 2 | 14 | 52  | 52 | 0    | Grupo por el campeonato  |
| 4    | Heart of Midlothian | 48   | 33 | 14 | 6 | 13 | 56  | 49 | +7   | Grupo por el campeonato  |
| 5    | Hibernian           | 44   | 33 | 13 | 5 | 15 | 49  | 52 | −3   | Grupo por el campeonato  |
| 6    | St. Mirren          | 44   | 33 | 12 | 8 | 13 | 38  | 49 | −11  | Grupo por el campeonato  |
| 7    | Livingston          | 42   | 33 | 12 | 6 | 15 | 33  | 52 | −19  | Grupo por la permanencia |
| 8    | Motherwell          | 37   | 33 | 10 | 7 | 16 | 44  | 48 | −4   | Grupo por la permanencia |
| 9    | St. Johnstone       | 33   | 33 | 9  | 6 | 18 | 34  | 54 | −20  | Grupo por la permanencia |
| 10   | Dundee United       | 31   | 33 | 8  | 7 | 18 | 36  | 58 | −22  | Grupo por la permanencia |
| 11   | Kilmarnock          | 31   | 33 | 8  | 7 | 18 | 29  | 58 | −29  | Grupo por la permanencia |
| 12   | Ross County         | 27   | 33 | 7  | 6 | 20 | 28  | 52 | −24  | Grupo por la permanencia |

 Fuente: Soccerway
Criterios de clasificación: Puntos · Diferencia de goles · Goles a favor · Enfrentamientos directos · Diferencia de goles en enfrentamientos directos · Desempate por campeonato o descenso.

## Grupo por el campeonato

### Clasificación
| Pos. | Equipo              | Pts. | PJ | G  | E  | P  | GF  | GC | Dif. | Clasificación 2023-24                       |
| ---- | ------------------- | ---- | -- | -- | -- | -- | --- | -- | ---- | ------------------------------------------- |
| 1    | Celtic (C)          | 99   | 38 | 32 | 3  | 3  | 114 | 34 | +80  | Fase de grupos de la Liga de Campeones      |
| 2    | Rangers             | 92   | 38 | 29 | 5  | 4  | 93  | 37 | +56  | Tercera ronda de la Liga de Campeones       |
| 3    | Aberdeen            | 57   | 38 | 18 | 3  | 17 | 56  | 60 | −4   | Ronda de play-off de la Liga Europa         |
| 4    | Heart of Midlothian | 54   | 38 | 15 | 9  | 14 | 63  | 57 | +6   | Tercera ronda de la Liga Europa Conferencia |
| 5    | Hibernian           | 52   | 38 | 15 | 7  | 16 | 57  | 59 | −2   | Segunda ronda de la Liga Europa Conferencia |
| 6    | St. Mirren          | 46   | 38 | 12 | 10 | 16 | 43  | 61 | −18  |                                             |

 Fuente: Soccerway
Criterios de clasificación: Puntos · Diferencia de goles · Goles a favor · Enfrentamientos directos · Diferencia de goles en enfrentamientos directos · Desempate por campeonato o descenso.

## Grupo por la permanencia

### Clasificación
| Pos. | Equipo            | Pts. | PJ | G  | E | P  | GF | GC | Dif. | Clasificación 2023-24               |
| ---- | ----------------- | ---- | -- | -- | - | -- | -- | -- | ---- | ----------------------------------- |
| 1    | Motherwell        | 50   | 38 | 14 | 8 | 16 | 53 | 51 | +2   |                                     |
| 2    | Livingston        | 46   | 38 | 13 | 7 | 18 | 36 | 60 | −24  |                                     |
| 3    | St. Johnstone     | 43   | 38 | 12 | 7 | 19 | 41 | 59 | −18  |                                     |
| 4    | Kilmarnock        | 40   | 38 | 11 | 7 | 20 | 37 | 62 | −25  |                                     |
| 5    | Ross County (O)   | 34   | 38 | 9  | 7 | 22 | 37 | 60 | −23  | Promoción por la permanencia        |
| 6    | Dundee United (D) | 31   | 38 | 8  | 7 | 23 | 40 | 70 | −30  | Descenso a la Scottish Championship |

 Fuente: Soccerway
Criterios de clasificación: Puntos · Diferencia de goles · Goles a favor · Enfrentamientos directos · Diferencia de goles en enfrentamientos directos · Desempate por campeonato o descenso.

## Promoción por la permanencia
Los cuartos de final fueron disputados por los equipos ubicados en tercer y cuarto lugar en el Scottish Championship 2022-23. Los ganadores avanzaron a semifinales para enfrentarse al segundo clasificado de la segunda categoría. La final fue disputada por el ganador de la semifinal y el equipo que ocupó el undécimo lugar en la Premiership. El ganador aseguró un lugar en la Scottish Premiership 2023-24.
|  | Cuartos de final | Cuartos de final | Cuartos de final | Cuartos de final | Cuartos de final |   |       | Semifinales | Semifinales | Semifinales | Semifinales | Semifinales |       |  | Promoción | Promoción | Promoción | Promoción | Promoción |  |
|  |                  |                  |                  |                  |                  |   |       |             |             |             |             |             |       |  |           |           |           |           |           |  |
|  |                  |                  |                  |                  |                  |   |       |             |             |             |             |             |       |  |           |           |           |           |           |  |
|  | Queen's Park     | Queen's Park     | 3                | 0                | 3                |   |       |             |             |             |             |             |       |  |           |           |           |           |           |  |
|  | Queen's Park     | Queen's Park     | 3                | 0                | 3                |   |       |             |             |             |             |             |       |  |           |           |           |           |           |  |
|  | Partick Thistle  | Partick Thistle  | 4                | 4                | 8                |   |       |             |             |             |             |             |       |  |           |           |           |           |           |  |
|  | Partick Thistle  | Partick Thistle  | 4                | 4                | 8                |   | Ayr   | Ayr         | 0           | 0           | 0           |             |       |  |           |           |           |           |           |  |
|  |                  |                  |                  |                  |                  |   | Ayr   | Ayr         | 0           | 0           | 0           |             |       |  |           |           |           |           |           |  |
|  |                  |                  | Partick Thistle  | Partick Thistle  | 3                | 5 | 8     |             |             |             |             |             |       |  |           |           |           |           |           |  |
|  |                  |                  | Partick Thistle  | Partick Thistle  | 3                | 5 | 8     |             |             |             |             |             |       |  |           |           |           |           |           |  |
|  |                  |                  |                  |                  |                  |   |       |             |             |             |             |             |       |  |           |           |           |           |           |  |
|  |                  |                  |                  |                  |                  |   |       |             |             |             |             |             |       |  |           |           |           |           |           |  |
|  |                  |                  |                  |                  |                  |   |       |             | Ross County | Ross County | 0           | 3           | 3 (5) |  |           |           |           |           |           |  |
|  |                  |                  |                  |                  |                  |   |       |             |             |             |             |             | 3 (5) |  |           |           |           |           |           |  |
|  |                  |                  | Partick Thistle  | Partick Thistle  | 2                | 1 | 3 (4) |             |             |             |             |             |       |  |           |           |           |           |           |  |
|  |                  |                  | Partick Thistle  | Partick Thistle  | 2                | 1 | 3 (4) |             |             |             |             |             |       |  |           |           |           |           |           |  |
|  |                  |                  |                  |                  |                  |   |       |             |             |             |             |             |       |  |           |           |           |           |           |  |
|  |                  |                  |                  |                  |                  |   |       |             |             |             |             |             |       |  |           |           |           |           |           |  |
|  |                  |                  |                  |                  |                  |   |       |             |             |             |             |             |       |  |           |           |           |           |           |  |
|  |                  |                  |                  |                  |                  |   |       |             |             |             |             |             |       |  |           |           |           |           |           |  |
|  |                  |                  |                  |                  |                  |   |       |             |             |             |             |             |       |  |           |           |           |           |           |  |
|  |                  |                  |                  |                  |                  |   |       |             |             |             |             |             |       |  |           |           |           |           |           |  |
|  |                  |                  |                  |                  |                  |   |       |             |             |             |             |             |       |  |           |           |           |           |           |  |
|  |                  |                  |                  |                  |                  |   |       |             |             |             |             |             |       |  |           |           |           |           |           |  |
|  |                  |                  |                  |                  |                  |   |       |             |             |             |             |             |       |  |           |           |           |           |           |  |
|  |                  |                  |                  |                  |                  |   |       |             |             |             |             |             |       |  |           |           |           |           |           |  |

### Cuartos de final
| Ida; 9 de mayo de 2023 | Partick Thistle                                            | 4:3 (2:1) | Queen's Park                  | Firhill Stadium, Glasgow                               |                                                        |
| 19:45                  | Turner 15' · McMillan 28' · Fitzpatrick 69' · Graham 90+7' |           | Thomas 33', 87' · Boateng 83' | Asistencia: 3754 espectadores Árbitro(s): Kevin Clancy | Asistencia: 3754 espectadores Árbitro(s): Kevin Clancy |

| Vuelta; 12 de mayo de 2023 | Queen's Park | 0:4 (0:3) (Global 3:8) | Partick Thistle                                   | Ochilview Park, Stenhousemuir                          |                                                        |
| 19:45                      |              |                        | Graham 14' · Tiffoney 28' · Holt 41' · Mullen 82' | Asistencia: 1581 espectadores Árbitro(s): Colin Steven | Asistencia: 1581 espectadores Árbitro(s): Colin Steven |

### Semifinales
| Ida; 19 de mayo de 2023 | Partick Thistle                | 3:0 (1:0) | Ayr United | Firhill Stadium, Glasgow                              |                                                       |
| 19:45                   | McMillan 16' · Graham 50', 72' |           |            | Asistencia: 7012 espectadores Árbitro(s): Greg Aitken | Asistencia: 7012 espectadores Árbitro(s): Greg Aitken |

| Vuelta; 26 de mayo de 2023 | Ayr United | 0:5 (0:2) (Global 0:8) | Partick Thistle                                          | Somerset Park, Ayr                                     |                                                        |
| 19:45                      |            |                        | McMillan 7' · Tiffoney 27', 54' · Lawless 63' · Holt 88' | Asistencia: 5811 espectadores Árbitro(s): Colin Steven | Asistencia: 5811 espectadores Árbitro(s): Colin Steven |

### Promoción
| Ida; 1 de junio de 2023 | Partick Thistle             | 2:0 (2:0) | Ross County | Firhill Stadium, Glasgow                              |                                                       |
| 20:00                   | Fitzpatrick 9' · Graham 45' |           |             | Asistencia: 7291 espectadores Árbitro(s): David Munro | Asistencia: 7291 espectadores Árbitro(s): David Munro |

| Vuelta; 4 de junio de 2023 | Ross County                                                  | 3:1 (0:1, 3:1) (t. s.)(5:4 p.)(Global 3:3) | Partick Thistle                                                     | Victoria Park, Dingwall                              |                                                      |
| 16:30                      | Dhanda 71' (pen.) · Murray 72' · Harmon 90'                  |                                            | Fitzpatrick 43'                                                     | Asistencia: 4533 espectadores Árbitro(s): Nick Walsh | Asistencia: 4533 espectadores Árbitro(s): Nick Walsh |
|                            |                                                              | Tiros desde el punto penal                 |                                                                     |                                                      |                                                      |
|                            | - Dhanda - Murray - White - Baldwin - Harmon - Watson - Sims |                                            | - Muirhead - Holt - Turner - Graham - McMillan - Bannigan - Doherty |                                                      |                                                      |

Ross County venció 5–4 por tiros desde el punto penal y se mantuvo en la Scottish Premiership, Partick Thistle permaneció en la Scottish Championship.

## Goleadores
| Pos. | Jugador            | Equipo              | Goles |
| ---- | ------------------ | ------------------- | ----- |
| 1    | Kyōgo Furuhashi    | Celtic              | 27    |
| 2    | Kevin van Veen     | Motherwell          | 25    |
| 3    | Lawrence Shankland | Heart of Midlothian | 24    |
| 4    | Duk                | Aberdeen            | 16    |
| 4    | Bojan Miovski      | Aberdeen            | 16    |
| 4    | James Tavernier    | Rangers             | 16    |